# Benger
Benger ist der Name einer Familie hugenottischer Abstammung, die vor allem durch ihre Aktivitäten in der Textilwirtschaft bekannt wurde. Strumpfwirkermeister aus dieser Familie sind seit der Mitte des 18. Jahrhunderts belegt. Aus dem handwerklichen Familienbetrieb in Degerloch entwickelte sich im 19. Jahrhundert eine Textilfabrik, die ab 1874 in Stuttgart als Wilhelm Benger Söhne und später als Benger-Ribana firmierte, von 1963 bis zum Konkurs 1983 mit Sitz in Bad Rappenau. Das Unternehmen hatte zeitweise internationale Niederlassungen. Das bis 2023 bestandene Stuttgarter Modegeschäft Maute-Benger wurde von einer Benger-Tochter begründet, das bis 1987 bestehende Ladengeschäft Deuschle-Benger in Amsterdam von einem Benger-Schwiegersohn.

## Frühe Handwerker aus der Familie Benger
Einige Mitglieder der Hugenottenfamilie Benger verließen im 17. Jahrhundert aus religiösen Gründen das Elsass. Der erste außerhalb des Elsass geborene Nachfahre war ein Hans Benger, der 1655 in Gomaringen geboren wurde. Vielleicht sein 1687 ebenfalls noch dort geborene Sohn Hans Martin oder der 1722 geborene Enkel Johannes Benger ließen sich in Degerloch nieder. Johannes Benger wurde 1750 als Meister des Strumpfwirkerhandwerks genannt. Ebenfalls Mitglied der Stuttgarter Strumpfwirkerzunft wurde dessen Sohn Johann Ludwig Josef Benger (* 1759), der mit Charlotte Katharina, geb. Kaiser, verheiratet war und 1784 den Meistertitel erwarb.
Johann Ludwigs Sohn Johann Friedrich Carl Benger (1788–1849), der mit Maria Frech aus Degerloch verheiratet war, wurde 1837 Oberzunftmeister der Strumpfwirker in Stuttgart. Er bekam eine Prämie, als er einen verbesserten Webstuhl anschaffte, und auf einer Industrieausstellung in Stuttgart eine silberne Ehrenmedaille für seine Produkte. Auch anlässlich der Ersten Deutschen Industrieausstellung in Mainz wurde er ausgezeichnet.

## Wilhelm Benger Söhne bzw. Benger-Ribana

### Wilhelm Benger senior
Sein Sohn Wilhelm Friedrich Benger (1818–1864) heiratete, nachdem er 1844 die Meisterprüfung bestanden hatte, Margarete Magdalena Kaiser (1820–1855). Er kaufte dann ein Weberhäuschen in Degerloch, wo er in der Kleinen Falterstraße 18 seinen eigenen Betrieb einrichtete, in dem er für eigene und für die Kunden des 1849 verstorbenen Vaters produzierte. 1852 wollte er mit der Baumwollverarbeitung auf Wirkstühlen, die nach dem Muster entsprechender Geräte aus Troyes gebaut worden waren, beginnen. Einen ersten Stuhl nach französischem Muster ließ Benger bei Schlosser Binder in Ebingen fertigen. Der Apparat überzeugte jedoch noch nicht. Den zweiten Stuhl fertigten Honore Frédéric Fouquet und Carl Terrot, die mit dem Stuttgarter Major d’Ambly und dem Eisenhändler Nopper eine Fabrik für solche Apparate gründeten. Als Finanziers erschienen die Kaufleute Carl Neeff & Co. in Stuttgart und Wilhelm Bengers Mutter. Nachdem sich diese Wirkstühle bei Wilhelm Benger bewährt hatten, schaffte er weitere an, die ebenfalls von Fouquet und Terrot gefertigt wurden und auf denen auch Wolle verarbeitet werden konnte. Bald beschäftigte er zwischen 40 und 50 Wirker und hatte seinen Kundenkreis entsprechend ausgedehnt, aus dem handwerklichen Betrieb wurde eine Fabrik. 1855 nahm er an der Weltausstellung in Paris teil. Nach dem Tod seiner ersten Frau heiratete er 1856 Juliane Regine Faut (1824–1874). 1858 verlegte er den Betrieb an die Obere Weinsteige in Degerloch, wo er 60 Arbeiter beschäftigte. Der neue Standort wurde jedoch auch bald zu klein, so dass das Unternehmen ab August 1864 nach Stuttgart in ein angemietetes Anwesen in der Hauptstätter Straße umzog. Noch mitten im Umzug starb Wilhelm Benger am 5. September 1864.

### Wilhelm Benger Söhne

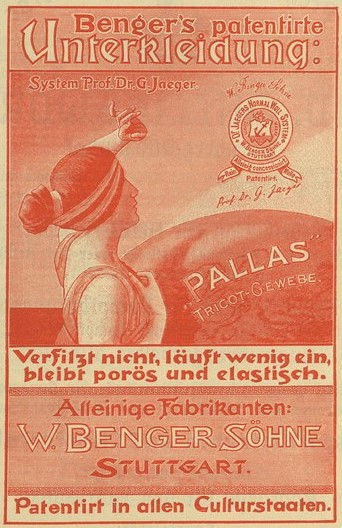
Benger auf der Weltausstellung Paris 1900

Wilhelm Bengers Witwe kümmerte sich um die insgesamt acht Kinder aus zwei Ehen ihres Gatten und führte zusammen mit ihrem erst 19 Jahre alten Stiefsohn, der ebenfalls Wilhelm hieß, das Geschäft weiter. Die ersten beiden Jahre brachten nur ein geringes Geschäftsergebnis, aber die Kriege von 1866 und 1870/71 brachten einen Aufschwung für die Trikotweberei. 1868 zog man in ein größeres Anwesen in der Sophienstraße 7. Ab 1872 hatte der zweite Sohn, Gottlieb Benger (1851–1903), die kaufmännische Leitung des Unternehmens inne. Damals waren etwa 60 Arbeiter bei Benger beschäftigt und man betrieb 14 Rundstühle. Das Unternehmen firmierte nach dem frühen Tod von Julie Benger ab 1874 unter Wilhelm Benger Söhne. 1877 wurde eine Dampfmaschine in ihrer Fabrik aufgestellt.
Im Gefolge Gustav Jaegers produzierten Wilhelm und Gottlieb Benger ab 1879 Reformwäsche aus Wolle. Diesen Produkten, die für Benger und Jaeger sehr erfolgreich werden sollten, gingen hartnäckige Verhandlungen voraus. Jaeger bestand auf bestimmte Produktionsverfahren und sträubte sich anfangs gegen die Herstellung von Unterwäsche, da er diese als „überflüssige Möbel“ betrachtete und stattdessen einlagige Wolltextilien, vor allem Normalhemden und Hemdhosen, propagierte, während die Benger-Brüder am Glauben an mehrschichtiger und mehrteiliger konventioneller Wäsche aus Unter- und Oberbekleidung festhielten. Nachdem man sich letztlich einig wurde, wurde gerade die von Jaeger ursprünglich abgelehnte Unterwäsche zum eigentlichen Sortimentsschlager. Ab 1882 war der Betrieb in der Böblinger Straße in Heslach ansässig. Der Geschäftssitz wurde mehrfach erweitert und aufgestockt.
Obwohl das Unternehmen eine Schutzmarke und einen exklusiven Vertrag mit Gustav Jaeger hatte, begannen bald auch andere Unternehmen, Reformwäsche nach Jaegers Vorgaben zu produzieren. 1887 wurde daher im Benger-Werksgelände für Gustav Jaeger eine eigene Abteilung eingerichtet, in der dieser selbst eine Qualitätskontrolle der Reformprodukte durchführte. Die Produkte erhielten eine dadurch eine weitere Qualitätsmarke und wurden in drei Produktgruppen unterschieden: die ersten beiden Gruppen beinhalteten jene Artikel, die sich nach Stoff und Farbe strikt an Jaegers Vorgaben hielten, die dritte Gruppe umfasste solche Produkte, die Jaegers Vorgaben zwar nicht genau entsprachen, die ihnen aber auch nicht widersprachen.
Das Unternehmen wurde für seine Produkte vielfach mit Preisen ausgezeichnet, unter anderem mit der Silbernen Medaille der Landesgewerbeausstellung in Stuttgart 1881, mit der Goldenen Medaille der Regionalausstellung in Budweis 1883, mit der Goldenen Medaille der Ersten Hygienischen Weltausstellung in London 1885 und bei der Internationalen Ausstellung in Paris 1886. Im selben Jahr kam eine Auszeichnung des British Sanitary Congress in New York hinzu, 1893 folgte die Goldene Medaille der Worlds Columbian Exposition in Chicago, 1900 der Grand Prix Paris.
Wilhelm Benger starb 1896. Sein Bruder Gottlieb leitete daraufhin bis zu seinem Tod 1903 das Unternehmen allein. Die Witwen traten danach jeweils in die Unternehmen ein und die Geschäftsführung übernahm 1903 der ebenfalls Wilhelm (III.) genannte Sohn des gleichnamigen Vaters. Ab 1905 teilte er sich die Geschäftsführung mit seinem Bruder Heinrich.
In den ersten Jahren des 20. Jahrhunderts drängten amerikanische Entwickler mit neuartigen Webstühlen auf den europäischen Markt. Verschiedene Anbieter wurden auch bei Benger vorstellig und das Unternehmen erwarb eine Maschine mit Cooper’schem Spring-Needle-System, mit dem gerippte Ware in das Fertigungsprogramm einzog. Für dieses neue, ab 1911 produzierte Warensegment wählte Wilhelm Benger den Markennamen Ribana, den er vom Namen einer indianischen Frau aus einem Buch ableitete. Außerdem ging man in jener Zeit  auch zur Verarbeitung von Baumwolle über.
Zu Beginn des Ersten Weltkriegs verfügte Berger über 703 Rundstühle, 39 Stühle für Ribana-Unterkleidung, 24 Strick-, 19 Spul, 256 Näh- und 60 flache und runde Kettelmaschinen.
Die Geschäftsführer traten im Ersten Weltkrieg in das Heer ein, woraufhin die bisherigen Prokuristen Carl Stump und Christian Zinser die Geschäftsführung übernahmen. Im Krieg stand die Produktion von Armeekleidung im Mittelpunkt. Bald kam es zu Lieferengpässen der benötigten Rohstoffe, so dass zuletzt nur noch mit minderwertigen Materialien produziert wurde. Bei minderwertiger Qualität blieb es auch vorerst nach Kriegsende, bevor sich wieder Bezugsquellen für hochwertige Materialien erschließen ließen. In der schwierigen Zeit der Inflation gelang es Benger dennoch, den Maschinenpark zu vergrößern. Noch während der Hochinflation verstarb Wilhelm (III.) Benger. Der überlebende Bruder Heinrich Benger führte die Geschäfte daraufhin allein. Die nachfolgenden Jahre waren von einem Auf und Ab geprägt. Das Geschäftsjahr 1925 brachte eine Rekordnachfrage, die Weltwirtschaftskrise Ende der 1920er-Jahre bewirkte eine Flaute, gegen Mitte der 1930er-Jahre belebte sich das Geschäft wieder ungemein.
In den 1920er- und 1930er-Jahren nahmen zunächst Produkte aus Kunstseide, später aus Zellwolle ein bedeutendes Segment der Produktion ein. In der Zeit des Dritten Reiches steigerte sich der Anteil der Zellwolle durch die Autarkiebestrebungen des Staates auf ein Vielfaches.
1936 legte Heinrich Benger die Geschäftsführung nieder. Das Unternehmen wurde in eine Kommanditgesellschaft umgewandelt, zu deren persönlich haftenden Gesellschaftern Wilhelm (IV.) und Alex Benger, die beiden Söhne von Wilhelm (III.) Benger, bestellt wurden.
Nach Ausbruch des Zweiten Weltkriegs produzierte das Unternehmen auch Wehrmachtshosen und -hemden, gleichzeitig brach der Absatz der zivilen Produkte ein. Ab 1941 nahm Benger auch die Produktion von Lastenfallschirmen und Bremsschirmen für die Luftstreitkräfte auf. Gleichzeitig wurde die Strumpffabrikation in ein eigenes Unternehmen ausgelagert, das aus der vormaligen Benger Gerätebau GmbH hervorging. Ab 1943 wurden verschiedene Produktionsgebäude durch Bombentreffer beschädigt oder zerstört, gleichzeitig wurden immer mehr Facharbeiter zur Wehrmacht eingezogen. Die Trikotagenproduktion sollte im Rahmen der Westverlagerung der deutschen Wirkerei in holländische und französische Betriebe ausgelagert werden, doch die sich nach der Invasion im Westen abzeichnende Front verhinderte die Umsetzung. Gegen Ende des Zweiten Weltkriegs kam die Produktion vollends zum Erliegen.
Nach Kriegsende erhielt das Unternehmen am 17. Juli 1945 die Genehmigung zum Wiederbeginn der Fabrikation. Im November 1945 setzten die Alliierten mit Erwin Goebel einen Treuhänder über die beiden Benger-Unternehmen ein. 1946 war eine notdürftige Produktion wieder angelaufen. Das Stammunternehmen fertigte insbesondere Pullover, die GmbH fertigte Strümpfe. Einen bedeutenden Aufschwung nahm das Unternehmen dann erst mit der Währungsreform 1948. Bald darauf waren die kriegszerstörten Fabrikationsanlagen wiederaufgebaut und der Maschinenpark modernisiert, woraufhin eine breite Konfektionspalette angeboten werden konnte.

### Filialen im Ausland

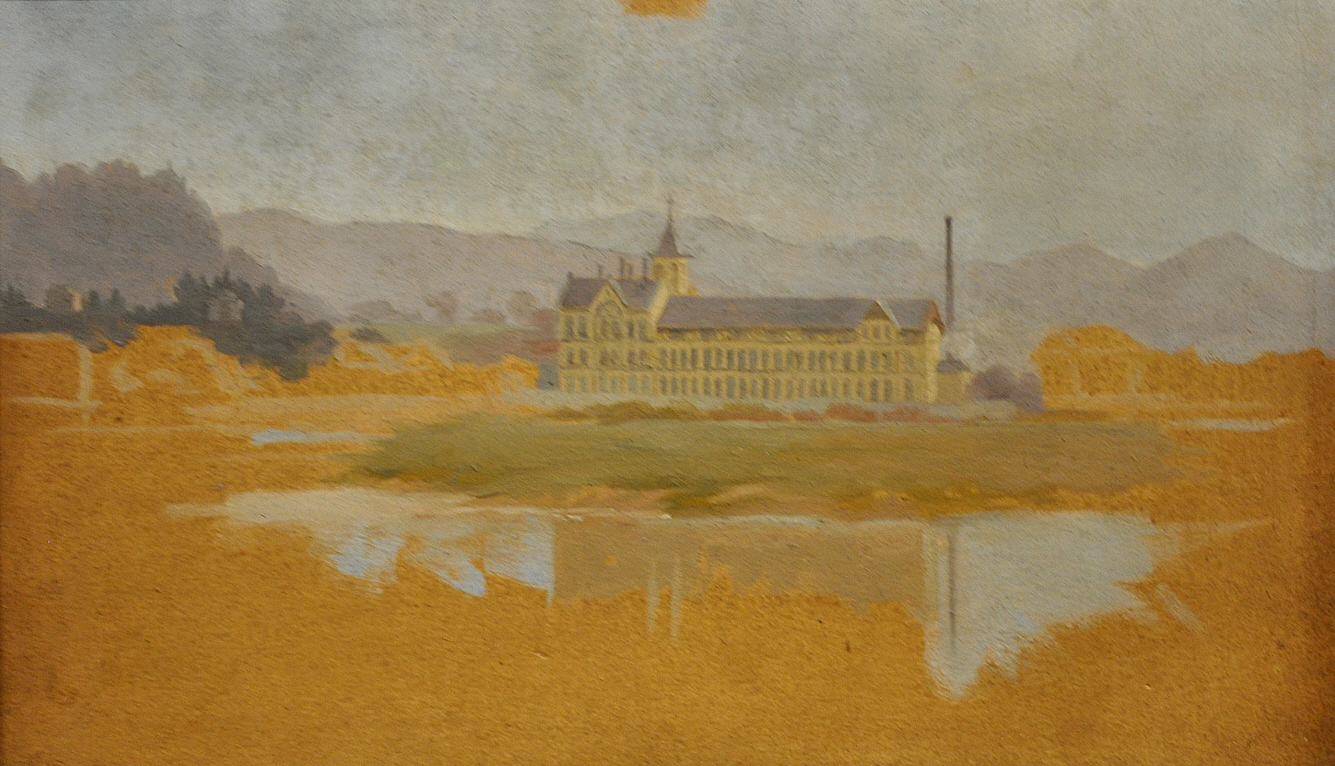
Das Fabrikgebäude in Bregenz. Gemälde von Josef Boss

Um die negativen Auswirkungen der Zollerhöhung, mit der Österreich-Ungarn 1885 den Import aus dem Ausland einzudämmen suchte, zu umgehen, richteten die Brüder Benger eine Filiale in der Nähe von Bregenz ein. Die Leitung übernahm Karl Benger, ein Bruder Wilhelm und Gottlieb Bengers. Wenige Jahre später wurden ein Lager und eine Geschäftsstelle in Wien eingerichtet, ferner eine Filiale in Berlin.
Für den Absatz der Produkte in England und in den britischen Kolonien wurde 1884 in London die Dr. Jaeger’s Sanitary Woolen System Company Limited gegründet, die jedoch nur lose mit dem Stammwerk verbunden war und sich in der Zeit des Ersten Weltkriegs völlig von Benger löste. Von diesem englischen Unternehmen ging die Gründung einer Filiale in New York aus, die ab 1885 ebenfalls unter dem Namen Dr. Jaeger’s Sanitary Woolen System Company Limited auftrat, bald jedoch hoch verschuldet war. 1889 gründete Benger daraufhin in New York eine eigene Filiale, die von Ernst Benger geleitet wurde und bis zum Ersten Weltkrieg bestand.
1894 waren etwa 1000 Personen bei Benger beschäftigt und das Unternehmen nutzte mehr als 700 Webstühle. Nachdem die Habsburgermonarchie zerfallen war, expandierte man auch nach Slowenien, Ungarn und in die Tschechoslowakei.
Karl und Eberhard Benger, die 1938 in Bregenz rund 400 Menschen beschäftigten, übernahmen während des Dritten Reichs unter anderem die Wiener Unternehmen A. Königstein und Sachs & Hohenberg.

### Verlegung nach Bad Rappenau und Konkurs
Schon in den 1950er-Jahren wurde ein Zweigbetrieb in Bad Rappenau eingerichtet und 1963 zog Wilhelm Benger Söhne nach Bad Rappenau. 1973 wurde das Familienunternehmen, das seit 1936 als Kommanditgesellschaft geführt worden war, in eine GmbH & Co KG. umgewandelt. 1980 fusionierte Benger Deutschland mit dem Betrieb in Bregenz, in dem damals etwa 500 Personen arbeiteten. 1983 wurde das Konkursverfahren gegen die Benger Ribana GmbH & Co. KG eröffnet.

## Maute-Benger
Die Gebrüder Benger richteten auch ein Ladengeschäft in der Sophienstraße in Stuttgart ein und überschrieben es ihrer Schwester Wilhelmine 1890 anlässlich ihrer Hochzeit mit Gotthold Maute. Das Ladengeschäft erhielt den Namen Gotthold Maute-Benger. Noch im 19. Jahrhundert zog das Geschäft aus der Sophienstraße in den Kleinen Bazar am Wilhelmsbau. Der Sohn des Ehepaars Maute-Benger, Hermann Maute, eröffnete 1928 im Mittnachtbau ein weiteres Ladengeschäft, das zu den elegantesten Geschäften Stuttgarts gehört haben soll, aber im Zweiten Weltkrieg zerstört wurde. Nach dem Ende des Krieges siedelte sich Maute-Benger in der Neuen Kanzlei in Stuttgart an. Das Sortiment wurde um Bademoden, vor allem von Benger-Ribana, erweitert. Hermann Maute starb 1961, ohne direkte Nachkommen zu hinterlassen. Sein Neffe Wilhelm Breuning und dessen Sohn Werner übernahmen das Unternehmen und renovierten das Geschäft 1966. 1985 zog Maute-Benger in den mehr als 400 Jahre alten Stiftskeller an der Königstraße. 1998 wurde das Geschäft um die Ladenfläche des einstigen Nachbarn Foto-Hildenbrand erweitert. Seit 2003 wird Maute-Benger von Anneke und Marjoke Breuning, zwei Töchtern Werner Breunings, geführt. Diese erweiterten das Geschäft 2004 nach dem Auszug des Schwarzwälder Boten, so dass es nun über 1100 m² hat. Maute-Benger wurde 2006 von sous mit einem ersten Preis in der Kategorie Referenz Shop ausgezeichnet. 2023 erfolgte die Schließung und Geschäftsaufgabe.

## Deuschle-Benger
Carl Deuschle, der mit Julie Benger eine Schwester von Carl und Ernst Benger geheiratet hatte, gründete 1886 in Amsterdam eine Handelsniederlassung für Benger-Produkte, die als K. F. Deuschle-Benger Trictotage en Lingerie bis 1987 bestand.

## Mäzenatentum

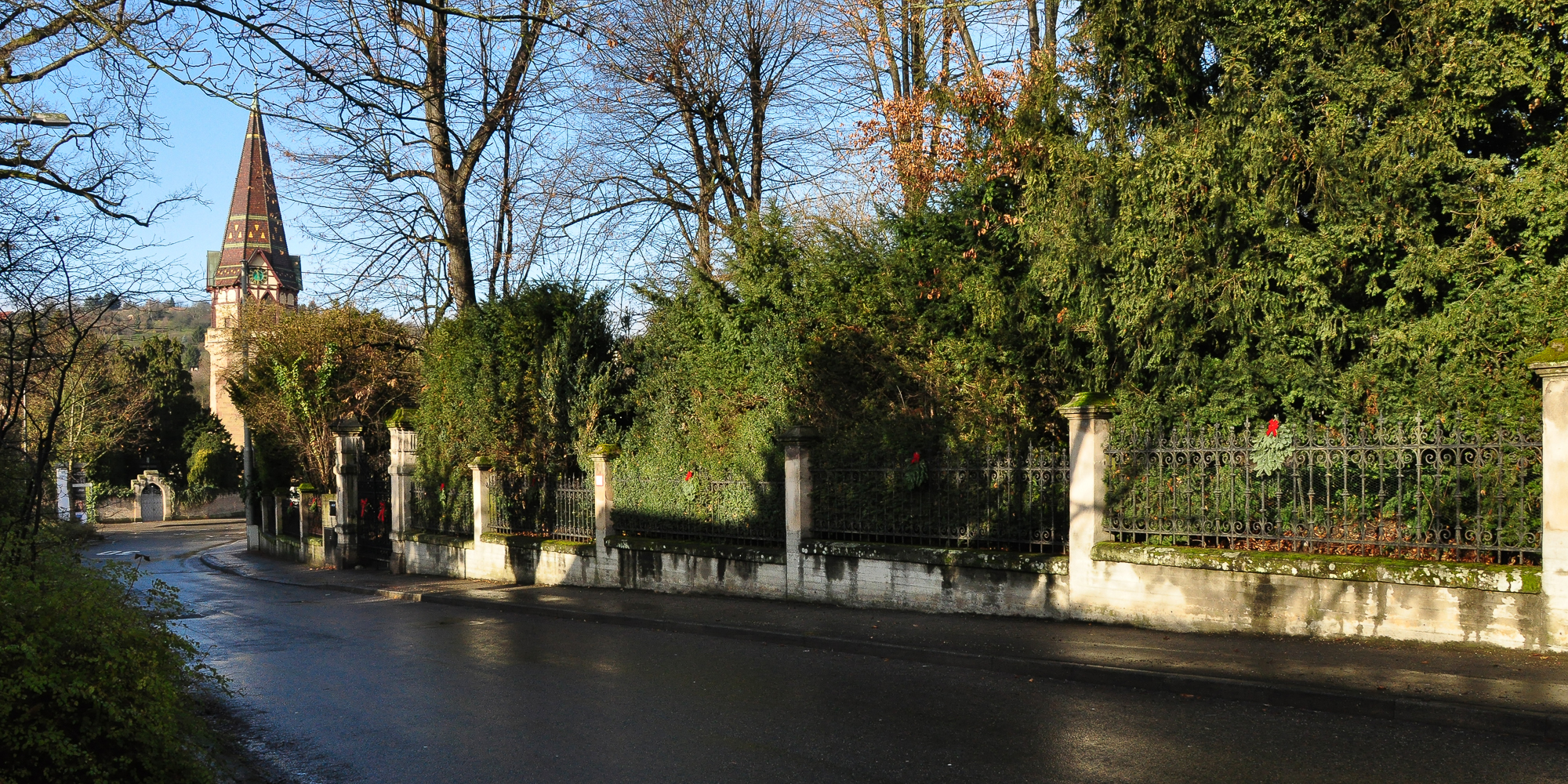
Einfriedung des Parks in Uhlbach

Gottlieb Benger, der um die Jahrhundertwende der größte Arbeitgeber in Stuttgart war, hinterließ vor allem in Stuttgart-Uhlbach Spuren. Nachdem er die Weingärtnerstochter Luise Currle (1857–1931) geheiratet hatte, mit der er 1879 die Tochter Martha bekam, baute er sich am Fuß des Götzenbergs eine Sommervilla, die von einem großen Park umgeben war. Das Bauwerk, entworfen von den Stuttgarter Architekten Ludwig Eisenlohr und Carl Weigle, wurde in der Architektonischen Rundschau 1895 mit zwei Zinkographien vorgestellt. Die Familie betätigte sich sozial, etwa indem sie in Uhlbach einen Kindergarten baute, und spendete auch gerne Geld für kulturelle Zwecke. So finanzierte sie zu einem nicht geringen Teil die Umgestaltung der Uhlbacher Andreaskirche, die 1895 von Heinrich Dolmetsch vorgenommen wurde. Während die Bengersche Sommervilla den Bombenangriffen im Zweiten Weltkrieg zum Opfer fiel, blieb die Andreaskirche erhalten und mit ihr der Kirchenstuhl der Unternehmersfamilie sowie auf dem angrenzenden Friedhof ihre monumentale Begräbnisstätte. Diese ist vom Rest des Friedhofs abgetrennt; in dem eisernen Tor befinden sich verschließbare Sichtluken. Karl August Donndorf gestaltete die zwei Engelsfiguren, die den schwarzen Grabstein aus Granit flankieren. Die Straße zur Andreaskirche trägt heute den Namen Luise-Benger-Straße.
Wilhelm und Gottlieb Benger stifteten außerdem eine Orgel für die neue Kirche, die 1889 in Degerloch gebaut wurde.
Gottlieb Benger, der unter anderem Geheimer Kommerzienrat und Rumänischer Generalkonsul war, schrieb zwei Bücher über dieses Land: Rumänien im Jahre 1900, erschienen 1900 bei Engelhorn, und im selben Verlag schon vier Jahre zuvor Rumänien, ein Land der Zukunft. 1894 hatten die Brüder Benger außerdem ein Werk zum fünfzigjährigen Jubiläum des Unternehmens W. Benger Söhne herausgegeben.